# Acanthomyops murphyi
Acanthomyops murphyi är en myrart som först beskrevs av Auguste-Henri Forel 1901.  Acanthomyops murphyi ingår i släktet Acanthomyops och familjen myror. Inga underarter finns listade i Catalogue of Life.